# Maksim Nesterov (cầu thủ bóng đá, sinh 1997)
Maksim Alekseyevich Nesterov (tiếng Nga: Максим Алексеевич Нестеров; sinh ngày 11 tháng 2 năm 1997) là một cầu thủ bóng đá người Nga thi đấu cho F.K. Spartak Kostroma.

## Sự nghiệp câu lạc bộ
Anh có màn ra mắt tại Giải bóng đá chuyên nghiệp quốc gia Nga cho F.K. Spartak Kostroma vào ngày 26 tháng 5 năm 2016 trong trận đấu với F.K. Volga Tver.